# Roodbruine slanke amaniet
De roodbruine slanke amaniet (Amanita fulva) is een paddenstoel uit de familie Amanitaceae.
De paddenstoel heeft een lichtbruine hoed. De lamellen zijn wit en vrij van de steel. De steel is ook wit en relatief lang en dun, vaak hol. De zwam vormt ectomycorrhiza met  verschillende soorten bomen, maar met name met berk.
De roodbruine slanke amaniet is eetbaar, maar weinig smakelijk en kan indien rauw gegeten maagklachten veroorzaken. De paddenstoel is gemakkelijk te verwarren met niet eetbare soorten uit het geslacht Amanita.

## Kenmerken
Hoed
De hoed heeft doorgaans een diameter van 4-8 centimeter en is oranjebruin tot rood, wat bleker naar de rand toe. In het centrum kan zich een verhevenheid (umbo) ontwikkelen. De rand is gestreept. De hoed is doorgaans vrij van velumresten, soms blijft er echter wat achter. Het oppervlak is glad en enigszins kleverig in vochtige condities. Het vruchtvlees is wit tot crèmewit. De brede wittige lamellen zijn niet verbonden met de steel en liggen dicht aaneen.
Steel
De steel is wit en glad, soms met oranjebruine stipjes en zeer fijne haartjes. Hij is lang, slank en breekbaar, meestal hol en heeft geen ring. Direct onder de hoed is de steel nog wat slanker. De lengte er van is meestal 1,5-2x zo lang als de breedte van de hoed.
Lamellen
De lamellen staan vrij.
Beurs (volva)
Van het velum universale dat het vruchtlichaam oorspronkelijk omsloot, resteert na ontplooiing van de paddenstoel een wittige, zakvormige beurs aan de voet van de steel. Aan de buitenzijde is hij roestbruin gevlekt. 
Sporen
De sporen zijn hyaliene, bolvormig (verhouding van de langste tot de smalste diameter tussen 1,05 en 1,08, zelden tot 1,09), inamyloïde en meten 9 × 12  micrometer of (9,0-) 10,0 - 12,5 (-19,3) × (8,2-) 9,3 - 12,0 (-15,5) µm. Er zijn geen gespen aan de basis van de basidia. De cuticula is 55 tot 80 µm dik.

## Verspreiding
In Vlaanderen en Nederland is de soort algemeen op zure zandige bodems. De soort komt vooral voor onder loofbomen maar soms ook bij naaldbomen.

## Galerij

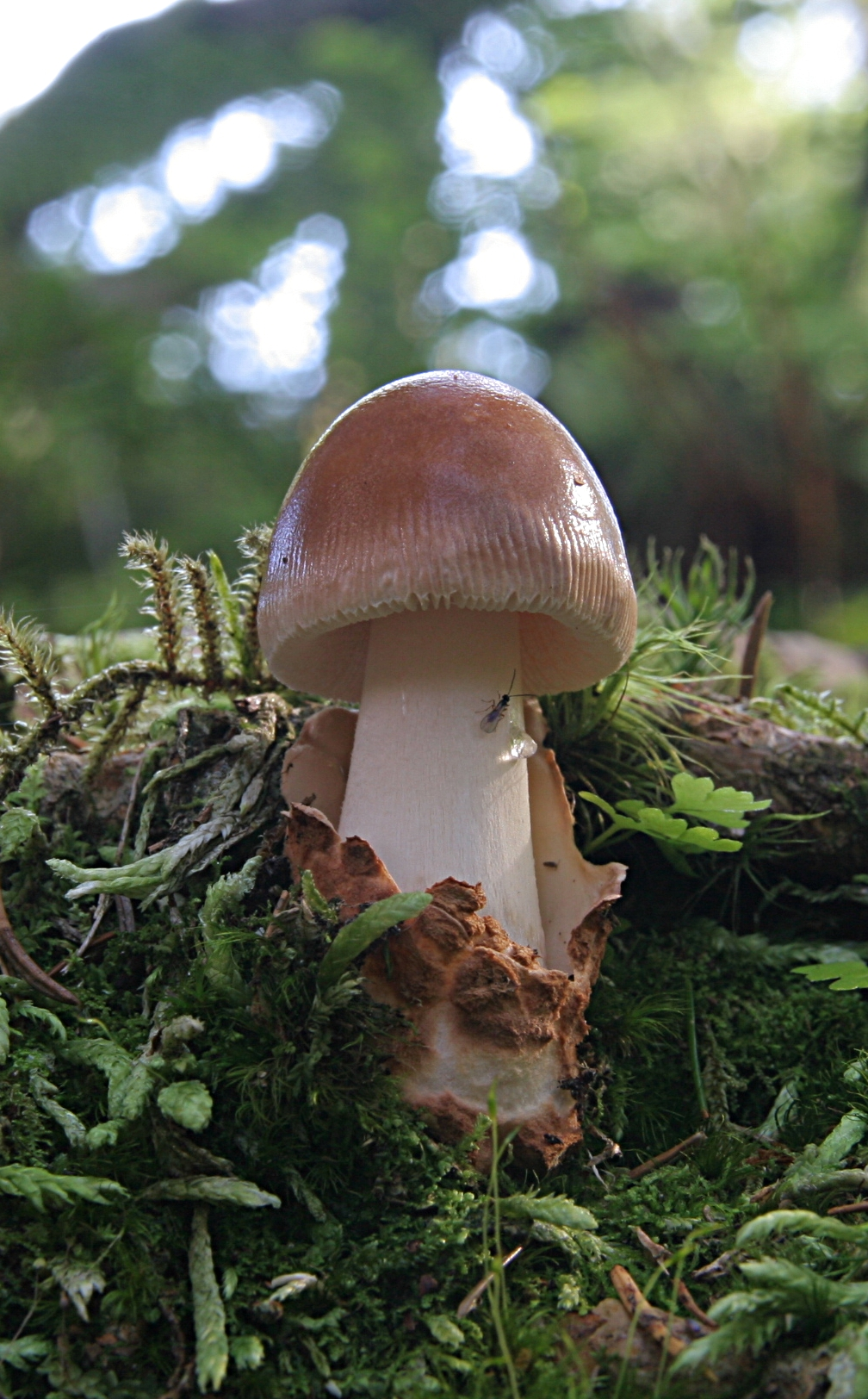
Jonge roodbruine amaniet met zakvormige beurs
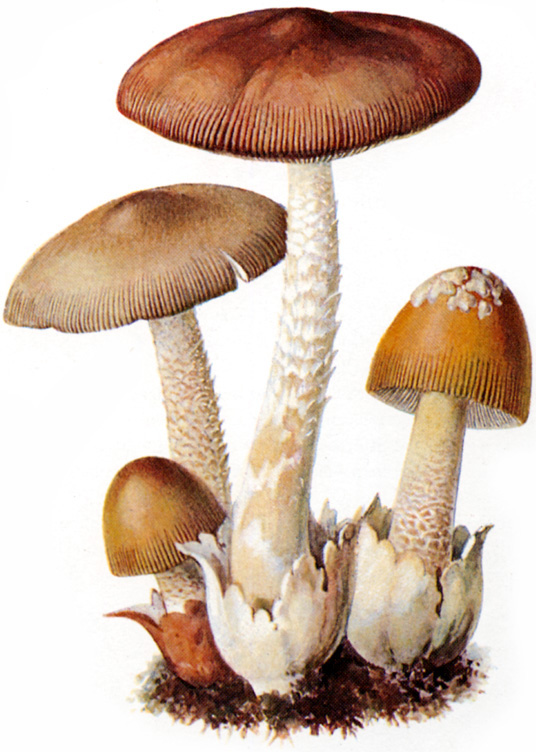
Tekening met diverse verschijningsvormen
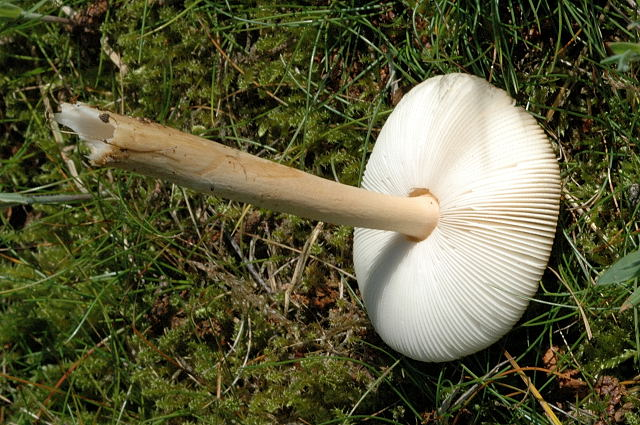
onderkant